# Diabolique
Diabolique – amerykański film z 1996 roku w reżyserii Jeremiaha S. Chechika z Sharon Stone i Isabelle Adjani w rolach głównych. Remake Widma H. G. Clouzota.

## Fabuła
Mia i Nicole postanawiają zemścić się na mężczyźnie, który je skrzywdził. Na początku wszystko odbywało się, tak jak zaplanowały, jednak po czasie okazuje się, że ciało mężczyzny znika.

## Obsada
- Sharon Stone – Nicole Horner
- Isabelle Adjani – Mia Baran
- Chazz Palminteri – Guy Baran
- Kathy Bates – detektyw Shirley Vogel
- Spalding Gray – Simon Veatch
- Shirley Knight – Edie Danziger
- Allen Garfield – Leo Katzman
- Adam Hann-Byrd – Erik Pretzer